# Charbel Chrabie
Charbel Chrabie (arab. ‏شربل شرابية‎; ur. 1 grudnia 1971) – libański judoka. Olimpijczyk z Barcelony 1992, gdzie zajął 35. miejsce w wadze ekstralekkiej.

## Letnie Igrzyska Olimpijskie 1992
| Konkurencja | Eliminacje              | Klas. końcowa |
| Konkurencja | Przeciwnik I            | Miejsce       |
| ----------- | ----------------------- | ------------- |
| 60 kg       | Piotr Kamrowski (POL) P | 35.           |